# Williams FW34
Chronologie des modèles (2012)
Williams FW33 Williams FW35
La Williams FW34 est la monoplace de Formule 1 engagée par l’écurie Williams F1 Team dans le cadre du championnat du monde de Formule 1 2012. Elle débute en championnat le 18 mars 2012 au Grand Prix d’Australie, pilotée par le Vénézuélien Pastor Maldonado et par le Brésilien Bruno Senna.
Sam Michael a cédé sa place à Mike Coughlan à la tête de la direction technique et aérodynamique de la FW34. Cette nouvelle monoplace marque un retour aux sources pour l'écurie britannique qui fait à nouveau appel à Renault pour motoriser ses monoplaces ainsi que celles de la saison 2013. Leur association entre 1989 et 1997 fut couronnée de quatre titres pilotes et cinq titres constructeurs,.
Lors du Grand Prix d'Espagne, Pastor Maldonado, auteur de la pole position après la pénalité de Lewis Hamilton, résiste aux assauts de la Ferrari de Fernando Alonso et remporte son unique victoire en Formule 1, la 114e de Williams et la première depuis le Grand Prix du Brésil 2004.

## Résultats en championnat du monde de Formule 1
| Saison | Écurie           | Moteur               | Pneus   | Pilotes          | Courses | Courses | Courses | Courses | Courses | Courses | Courses | Courses | Courses | Courses | Courses | Courses | Courses | Courses | Courses | Courses | Courses | Courses | Courses | Courses | Points inscrits | Classement |
| Saison | Écurie           | Moteur               | Pneus   | Pilotes          | 1       | 2       | 3       | 4       | 5       | 6       | 7       | 8       | 9       | 10      | 11      | 12      | 13      | 14      | 15      | 16      | 17      | 18      | 19      | 20      | Points inscrits | Classement |
| ------ | ---------------- | -------------------- | ------- | ---------------- | ------- | ------- | ------- | ------- | ------- | ------- | ------- | ------- | ------- | ------- | ------- | ------- | ------- | ------- | ------- | ------- | ------- | ------- | ------- | ------- | --------------- | ---------- |
| 2012   | Williams F1 Team | Renault V8 RS27-2012 | Pirelli |                  | AUS     | MAL     | CHI     | BAH     | ESP     | MON     | CAN     | EUR     | GBR     | ALL     | HON     | BEL     | ITA     | SIN     | JAP     | COR     | IND     | ABU     | USA     | BRÉ     | 76              | 8e         |
| 2012   | Williams F1 Team | Renault V8 RS27-2012 | Pirelli | Pastor Maldonado | 13e*    | 19e*    | 8e      | Abd     | 1er     | Abd     | 13e     | 12e     | 16e     | 15e     | 13e     | Abd     | 11e     | Abd     | 8e      | 14e     | 16e     | 5e      | 9e      | Abd     | 76              | 8e         |
| 2012   | Williams F1 Team | Renault V8 RS27-2012 | Pirelli | Bruno Senna      | 16e*    | 6e      | 7e      | 22e*    | Abd     | 10e     | 17e     | 10e     | 9e      | 17e     | 7e      | 12e     | 10e     | 18e*    | 14e     | 15e     | 8e      | 10e     | 10e     | Abd     | 76              | 8e         |

Légende : ici
- * : le pilote n'a pas terminé la course mais est classé pour avoir parcouru plus de 90 % de la distance de course.